# Carl Schmidt (Geologe)
Carl Schmidt, auch Karl Schmidt, (* 23. Juni 1862 in Brugg; † 21. Juni 1923 in Basel) war ein Schweizer Geologe.

## Leben
Schmidt stammte aus einer Familie, die nach den Ereignissen der Revolution 1848/1849 aus Deutschland nach Basel einwanderte. Sein Vater war Apotheker in Basel. Schmidt besuchte die Schule in Aarau und studierte ab 1882 zuerst in Genf und ab 1883 in Strassburg Geologie und verwandte Wissenschaften, unter anderem bei Albert Heim, Emil Cohen, Hugo Bücking und Ernst Wilhelm Benecke.  
1886 wurde er in Strassburg promoviert (Über einige Porphyre der Zentralalpen), war dann Assistent in Freiburg im Breisgau und habilitierte 1888 im nahen Basel, während er noch in Freiburg war. 1890 wurde er ausserordentlicher Professor für Geologie und 1891 ordentlicher Professor für Geologie und Mineralogie in Basel, wo er das Mineralogisch-Geologische Institut gründete. Carl Emanuel Burckhardt studierte bei Schmidt. 1906 war er Rektor der Universität. 
Schmidt befasste sich mit Bodenschätzen in der Schweiz (und darüber hinaus in Spanien, Frankreich, Deutschland, Rumänien, Polen und Russland) und veröffentlichte 1917 eine Geologische Karte der Mineralischen Rohstoffe der Schweiz, deren Erläuterungen 1920 erschienen. 
Angeregt von Hugo Bücking untersuchte er mit seinen Schülern die Geologie und Erdölvorkommen in Indonesien. Er verfasste ingenieurgeologische Gutachten zu wichtigen Schweizer Tunnelbauprojekten wie dem Simplontunnel, Lötschbergtunnel, Rickentunnel und Weissensteintunnel und veröffentlichte über die Alpengeologie im Simplon-Gebiet.
Seine Söhne waren Georg Schmidt und Hans Schmidt.